# Where in the World Is Carmen Sandiego?
Where in the World is Carmen Sandiego? é um jogo de computador educacional produzido pela Brøderbund Software e lançado inicialmente em versão para Apple II, em 23 de abril de 1985. O jogo foi distribuído com o livro The World Almanac and Book of Facts, publicado pela Pharos Books. É o primeiro produto da franquia Carmen Sandiego e foi o jogo educacional de maior sucesso de seu tempo, gerando uma grande variedade de jogos subsequentes, programas de televisão, livros e histórias em quadrinhos.
No jogo, o jogador assume o papel de um novato na fictícia Agência de Detetives ACME, com a tarefa de rastrear bandidos do V.I.L.E., organização que roubou obras famosas e relíquias de todo o mundo. Isto é feito usando seu conhecimento de geografia (com a ajuda do Almanaque) para interrogar testemunhas ou investigar pistas para descobrir para onde o bandido foi. A resolução bem-sucedida desses crimes aumenta a graduação do jogador na ACME, levando a casos mais difíceis e posteriormente sendo encarregado de encontrar a líder da V.I.L.E. e homônima do jogo, Carmen Sandiego.

## Carmen Sandiego
O conceito de Carmen Isabela Sandiego surgiu pela primeira vez em 1983, virando personagem do jogo Where in the world is Carmen Sandiego? de 1985. A personagem foi criada pelos ex-funcionários da Disney, Gene Portwood e Lauren Elliott, que quiseram criar um jogo educativo e divertido para as crianças aprenderem geografia. Por isso, elaboraram uma personagem com nome "diferente", mas fácil de pronunciar pelas crianças, e o primeiro jogo com seu nome foi lançado dois anos depois. O seu primeiro nome foi baseado na cantora luso-brasileira Carmen Miranda e na cachorra São Bernardo do colega de quarto do desenvolvedor David Siefkin quando morava em San Francisco.
A história da personagem em si é a seguinte: Carmen ficou órfã cedo, e ainda nova foi adotada pelo Chefe da Agência de Detetives ACME. Na ACME, ela cresceu e se transformou na melhor detetive que já passara por lá. Com o passar do tempo, os casos foram ficando muito cansativos e simples para Carmen, que saiu da agência e fundou a VILE, reunindo vilões. Juntos, e a mando dela, eles saíram viajando pelo mundo, pelo espaço e pelo tempo, roubando as coisas mais impossíveis - tudo isso porque Carmen Sandiego era obstinada, e roubava somente pelo prazer de vencer todos os desafios.

## Trama
O jogador assume o papel de um detetive recém-contratado da agência fictícia de detetives ACME. O foco é a ex-agente dupla e tripla Carmen Sandiego, que agora lidera uma organização criminosa chamada V.I.L.E. (inglês para vil), a qual consiste em dez criminosos (cinco mulheres e cinco homens) e a próprio Sandiego. Os nomes dos agentes da VILE formavam trocadilhos, tais como Justin Case, Sarah Nade e Patty Larceny.
A VILE (Villains’ International League of Evil, Liga Internacional do Mal dos Vilões) comete roubos de artefatos valiosos em todo o mundo. O jogador tem que rastrear os ladrões, persegui-los pelo mundo e prendê-los. Os ladrões podem estar em uma de 30 cidades.

### Cidades

#### África
- Cairo, Egito
- Moroni, Comores
- Bamako, Mali
- Quigali, Ruanda

#### América
- Buenos Aires, Argentina
- Rio de Janeiro, Brasil
- Montreal, Canadá
- Cidade do México, México
- Lima, Peru
- Nova York, Estados Unidos

#### Ásia
- Pequim, China
- Nova Délhi, Índia
- Bagdá, Iraque
- Tóquio, Japão
- Catmandu, Nepal
- Cingapura, Cingapura
- Colombo, Sri Lanka
- Bangkok, Tailândia
- Istambul, Turquia

#### Oceania
- Sydney, Austrália
- Port Moresby, Papua-Nova Guiné

#### Europa
- Paris, França
- Atenas, Grécia
- Reykjavík, Islândia
- Roma, Itália
- Oslo, Noruega
- San Marino, San Marino
- Moscou, União Soviética
- Budapeste, Hungria
- Londres, Reino Unido

## Lançamento

Uma captura de tela do jogo mostrando as opções disponíveis ao jogador em um determinado local. A interface de Carmen Sandiego foi projetada como um jogo de aventura baseado em menus gráficos para remover a ambigüidade dos jogos de aventura de texto anteriores.

O jogo foi inicialmente desenvolvido como uma interface baseada em menus para substituir a interface baseada em texto de jogos de aventura como Colossal Cave Adventure para computadores com recursos gráficos como o Apple II. Ao longo do caminho, a ideia de introduzir a geografia como parte do jogo e distribuir o Almanaque com o jogo mudou sua abordagem. Embora não se destinasse a ser um jogo educativo no lançamento, o jogo teve muito sucesso como ferramenta educacional para escolas. Em 1995, mais de quatro milhões de cópias do jogo foram vendidas e a franquia Carmen Sandiego foi estabelecida. Este jogo não deve ser confundido com a versão reiniciada de 1996, às vezes chamada erroneamente de versão "Deluxe".
Uma versão aprimorada do jogo foi lançada em 1989, que não tinha proteção contra cópia baseada em almanaque e, em vez disso, usava proteção contra cópia baseada em disco. Uma versão deluxe foi lançada em 1990 e apresentava animação adicional e uma interface reformulada da versão original. Alguns dos recursos bônus incluíam fotos digitalizadas da National Geographic, mais de 3.200 pistas, músicas da Smithsonian/Folkways Recordings, 20 vilões, 60 países e 16 mapas. Versões em CD-ROM para DOS e Macintosh foram lançadas em 1992, e uma versão para Windows foi lançada em 1994.
O lançamento de Where in the World Is Carmen Sandiego? em 1985 deu início a uma franquia de mais de três décadas que criou 17 jogos subsequentes em várias plataformas, sete jogos de tabuleiro, sete séries de livros e quadrinhos e quatro séries de televisão; incluindo uma série animada da Netflix.

### Sequências
Posteriormente foram lançadas versões para IBM PC XT. Além dele, foram lançados Where in the US is Carmen Sandiego?, Carmen Sandiego Junior Detective, Where in Time is Carmen Sandiego?, Where in the World is Carmen Sandiego? Deluxe, entre vários outros títulos.

## Carmen Sandiego nos produtos da Google
Em março de 2019, a Alphabet Inc. lançou o título Carmen Sandiego The Crown Jewels Caper. O novo jogo é similar aos dos primeiros da franquia. Disponível como extensão dentro do Google Maps e do Google Earth. O visual do jogo é semelhante ao original de 1985 mas com traços do seriado da Netflix. Os requerimentos são simples e o jogo roda no iPhone, Android ou mesmo no navegador do computador. Nele, o jogador deve seguir pistas da antagonista enquanto é levado de cidade em cidade. Nesta extensão, o cenário é o próprio mapa dos serviços Google.
No lançamento, a trama principal era o roubo das joias da Coroa britânica. Ao viajar, o jogador passa por vários cartões postais como Dubai, Rio de Janeiro e Londres. Cada cidade é apresentada em um curto resumo sobre o local e alguns locais conhecidos são exibidos, como o Cristo Redentor e o Maracanã para o Rio. O detetive então entrevista uma testemunha que relata sobre o paradeiro de Carmen.

## Carmen na TV
Além de jogos, Carmen também teve seu próprio game-show na televisão norte-americana, e um desenho animado, intitulado Where on Earth is Carmen Sandiego?. O desenho era estrelado por Ivy e Zack, dois jovens detetives que ficavam viajando pelo espaço e tempo em busca de Carmen. Ele estreou em 1995, na Fox, e, depois de algumas pausas e instabilidades, parou de passar definitivamente em 1999. Há poucos anos, em 2005, o desenho foi exibido pelo canal de TV paga Nickelodeon, mas apenas por um curto período de tempo.
O desenho animado misturava algumas cenas reais, e seguia a ideia do jogo, mas com tramas bem interessantes. Como no jogo original, Carmen roubava algo precioso logo no início do episódio - na agência ACME, o Chefe, que nada mais era que uma cabeça flutuando em um fundo roxo na tela de um computador, avisava seus dois agentes, Zack e Ivy, sobre o crime. Os dois irmãos seguiam atrás das pistas enigmáticas deixadas pela Carmen, que davam dicas sobre qual país seria a próxima "vítima" dela. Quando os personagens mudavam de cenário, o Chefe aparecia, e dava a eles, e aos telespectadores, uma rápida lição de História ou Geografia. Enquanto isso, em live-action, um jogador, que aparecia nos finais dos desenhos, de costas para a câmera e diante de um computador, assistia tudo, e trocava mensagens com a Carmen Sandiego.
Em 2019 a Netflix criou uma série, de desenho animado, baseada no jogo. Trazendo a protagonista como uma heroína.